# Agelasta glabrofasciata
Agelasta glabrofasciata är en skalbaggsart som först beskrevs av Maurice Pic 1917.  Agelasta glabrofasciata ingår i släktet Agelasta och familjen långhorningar. Inga underarter finns listade i Catalogue of Life.